# Coleophora clathrella
Coleophora clathrella é uma espécie de mariposa do gênero Coleophora pertencente à família Coleophoridae.